# Водицька сільська рада
| Водицька сільська рада — колишній орган місцевого самоврядування у Рахівському районі Закарпатської області з адміністративним центром у с. Водиця. Сільській раді були підпорядковані населені пункти: - с. Водиця - с. Плаюць |

## Склад ради
Рада складалася з 20 депутатів та голови.

## Керівний склад сільської ради
| ПІБ                   | Основні відомості                                                                                     | Дата обрання | Дата звільнення |
| --------------------- | --- | ------------ | --------------- |
| Ватрала Іван Іванович | Сільський голова, 1977 року народження, освіта, член Партії національно-економічного розвитку України | 26.03.2006   | 31.10.2010      |
| Ватрала Іван Іванович | Сільський голова, 1977 року народження, освіта вища, безпартійний                                     | 31.10.2010   |                 |

Примітка: таблиця складена за даними джерела

## Населення
Згідно з переписом УРСР 1989 року чисельність наявного населення сільської ради становила 2438 осіб, з яких 1209 чоловіків та 1229 жінок.
За переписом населення України 2001 року в сільській раді мешкало 2758 осіб.

### Мова
Розподіл населення за рідною мовою за даними перепису 2001 року:
| Мова       | Відсоток |
| ---------- | -------- |
| українська | 73,05 %  |
| румунська  | 25,80 %  |
| російська  | 0,69 %   |
| молдовська | 0,36 %   |
| вірменська | 0,04 %   |